# Membres de l'Ordre national du Québec, par ordre alphabétique M
L'article contient une liste des membres de l'Ordre national du Québec. En 2011, il y a 810 personnes en tout qui font partie de cet ordre.
| \| Listes des membres de l'Ordre national du Québec \|            |
| A B C D E F G H I J K L M N O P Q R S T U V W X Y Z Non canadiens |
| Listes des membres de l'Ordre national du Québec                  |

| Nom                            | Grade           | Année | Occupation                                                                      |
| William Francis Mackey         | Chevalier       | 1996  | professeur et linguiste                                                         |
| Hugh MacLennan                 | Chevalier       | 1985  | écrivain, professeur et journaliste                                             |
| Andrée Maillet                 | Grand officière | 1991  | romancière, poète et essayiste                                                  |
| Antonine Maillet               | Officière       | 1990  | écrivaine                                                                       |
| Azilda Marchand                | Chevalière      | 1985  | ex-présidente de l'Association féminine de l'éducation et de l'action sociale   |
| Clément Marchand               | Chevalier       | 2000  | écrivain                                                                        |
| Célestin Marcotte              | Chevalier       | 1988  | prêtre                                                                          |
| Gilles Marcotte                | Officier        | 2008  | écrivain                                                                        |
| Rémi Marcoux                   | Officier        | 2008  | homme d'affaires québécois                                                      |
| André Marier                   | Officier        | 2001  | économiste                                                                      |
| Denis Marleau                  | Chevalier       | 1999  | directeur artistique et metteur en scène attitré du Théâtre UBU                 |
| Benoît Martin                  | Chevalier       | 1995  | médecin en Gaspésie                                                             |
| Claire Martin                  | Officière       | 2007  | romancière                                                                      |
| Paul-Aimé Martin               | Officier        | 1999  | fondateur de la maison d'édition Fides                                          |
| Marcel Masse                   | Officier        | 1995  | ministre du Canada                                                              |
| Nicolas Mateesco Matte         | Chevalier       | 2008  | avocat, professeur, spécialiste du droit aérien et spatial                      |
| Klaus-Peter Matthes            | Chevalier       | 1998  | photographe                                                                     |
| Mia Matthes                    | Chevalière      | 1998  | photographe                                                                     |
| Guy Mauffette                  | Grand officier  | 1996  | comédien, monsieur Surprise de La Boîte à surprises                             |
| Maurice McGregor               | Chevalier       | 2001  | cardiologue                                                                     |
| Paul-Arthur Mckenzie           | Chevalier       | 2008  | humaniste                                                                       |
| Norman McLaren                 | Chevalier       | 1985  | cinéaste                                                                        |
| Michael Meaney                 | Chevalier       | 2007  | professeur québécois de psychiatrie                                             |
| Ronald Melzack                 | Officier        | 1990  | chercheur et médecin                                                            |
| Dollard Ménard                 | Grand officier  | 1993  | militaire                                                                       |
| Dominique Michel               | Chevalière      | 2002  | chanteuse, humoriste et actrice                                                 |
| Jacques Michel                 | Chevalier       | 2007  | auteur-compositeur interprète et musicien québécois                             |
| Albert Millaire                | Chevalier       | 1995  | comédien                                                                        |
| Imelda Millette                | Chevalière      | 1989  | infirmière                                                                      |
| Brenda Milner                  | Officière       | 1985  | pionnière de la neuropsychologie cognitive                                      |
| Henri Mintzberg                | Officier        | 1998  | universitaire et un auteur internationalement reconnu en business et management |
| Gaston Miron                   | Officier        | 1996  | poète                                                                           |
| Hartland de Montarville Molson | Chevalier       | 2000  | homme d'affaires et sénateur                                                    |
| Francine Montpetit             | Chevalière      | 1985  | journaliste                                                                     |
| François Morel                 | Chevalier       | 1994  | compositeur québécois                                                           |
| Pierre Morency                 | Chevalier       | 2005  | poète et romancier                                                              |
| Jacques-Yvan Morin             | Grand officier  | 2001  | homme politique et un avocat                                                    |
| Rosaire Morin                  | Chevalier       | 1999  | éditeur de la revue L'Action nationale                                          |
| Yves Morin                     | Officier        | 1994  | médecin cardiologue et professeur                                               |
| Clément Morin                  | Grand officier  | 1990  | professeur, chef de chœur, paléographe, grégorianiste et théologien             |
| Renée Morisset                 | Chevalière      | 1994  | pianiste                                                                        |
| Ted Moses                      | Officier        | 2002  | chef amérindien                                                                 |
| Balfour M. Mount               | Officier        | 1998  | médecin                                                                         |
| Louis Muhlstock                | Chevalier       | 1998  | peintre                                                                         |
| Brian Mulroney                 | Grand officier  | 2002  | Premier ministre du Canada                                                      |